# Darko Kovačević
Darko Kovačević (wym. [d̪âɾkɔ kɔʋât͡ʃɛʋit͡ɕ]; ur. 18 listopada 1973 w Kovinie) – serbski piłkarz, występujący na pozycji napastnika.

## Kariera klubowa
Darko Kovačević rozpoczął swoją profesjonalną karierę piłkarską w małym klubie FK Radnički Kovin. W 1992 przeszedł do Proletera Zrenjanin, a za dwa lata do Crvenej Zvezdy Belgrad. Po pierwszym sezonie w nowym klubie zainteresowanie kupnem zgłosiły kluby z zachodu Europy, skorzystał on z oferty Sheffield Wednesday, który zapłacił Serbom 5 milionów €. W tym czasie angielski klub zajął miejsce w Premiership, a z transferu zawodnika otrzymał dodatkowe 3 miliony, bo tyle zdecydował się zapłacić za niego Real Sociedad. Kovačević z tym klubem zajął trzecie miejsce w lidze, po czym w 1999 roku za kwotę 17 milionów € przeszedł do Juventusu. W 2001 roku rener Marcello Lippi podjął decyzję o sprzedaży zawodnika do S.S. Lazio. Następnie Kovačević powrócił do Realu Sociedad, a w 2007 roku podpisał kontrakt z Olympiakosem Pireus. W 2009 roku zakończył piłkarską karierę.

## Kariera reprezentacyjna
W reprezentacji Jugosławii rozegrał 59 spotkań strzelając 10 bramek. Brał udział w Mistrzostwach Świata w 1998 oraz Euro 2000.